# 無効印
無効印とは、駅できっぷの発行を誤った場合や、きっぷが不要となった場合に、きっぷを処分（廃札）する際、会社内で不正に払い戻しや再使用などが起こらないように無効にするための駅務事務印である。

## 無効印の様式
無効印の様式は、国鉄時代の規定により、縦横1.5cmの正方形で、「無効」という文字と駅名の二段組にすることが決められているが、各駅や事業者、その地域の支社による規定によって様式が異なることがあり、駅名表示が省略されているもの、正方形がくずされたもの、中心に線が入っていないもの、など様々な様式のものがある。

## 乗車記念印
本来、きっぷは有価証券として、規則上、使い終わったあと駅の集札や車内での列車内改札により回収される。
しかし、旅行の記念に持ち帰りたい乗客やコレクション目的で持ち帰りたい乗客も多く、最近では、一部のきっぷを除いて記念に差し上げてもよいとしている事業者も多くなった。
きっぷを差し上げる際に再利用ができない状態にしなければならなくなったが、無効印は本来記念できっぷをあげるために用意されたものではないため、乗車記念として乗客にきっぷをあげるための印が各駅で制作されることが多い。
この乗車記念印は、会社によっては、統一した様式を定めていると思われる会社が多数存在する。